# Saint-Priest-Bramefant
Saint-Priest-Bramefant ist eine französische Gemeinde mit 869 Einwohnern (Stand: 1. Januar 2022) im Département Puy-de-Dôme in der Region Auvergne-Rhône-Alpes. Die Gemeinde gehört zum Arrondissement Riom und zum Kanton Maringues.

## Geografie
Saint-Priest-Bramefant liegt etwa zwölf Kilometer südlich von Vichy am Fluss Allier, der die Gemeinde im Osten begrenzt. Hier mündet auch der Buron in den Allier. Umgeben wird Saint-Priest-Bramefant von den Nachbargemeinden Saint-Sylvestre-Pragoulin im Norden und Westen, Saint-Yorre im Nordosten, Mariol im Osten, Mons im Süden sowie Randan im Westen und Südwesten.

## Bevölkerungsentwicklung
| Jahr                       | 1962 | 1968 | 1975 | 1982 | 1990 | 1999 | 2006 | 2013 |
| Einwohner                  | 585  | 607  | 626  | 671  | 637  | 647  | 798  | 900  |
| Quellen: Cassini und INSEE |      |      |      |      |      |      |      |      |

## Kultur und Sehenswürdigkeiten
- Kirche Saint-Priest aus dem 19./20. Jahrhundert
- Schloss Maulmont, erbaut im späteren 16. Jahrhundert, Monument historique seit 2002
- Schloss La Motte
- Schloss Le Guérinet aus dem 17. Jahrhundert

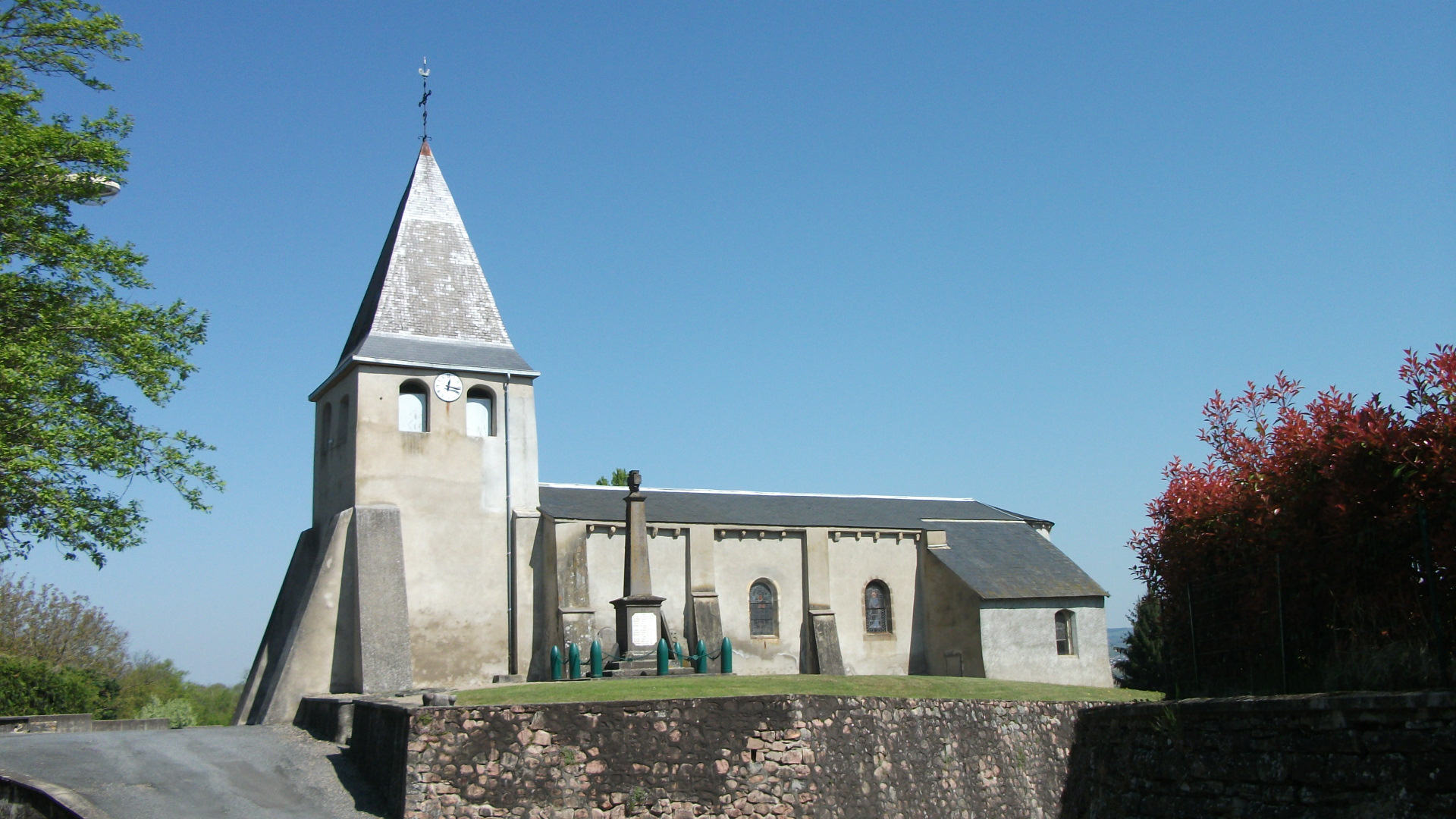
Kirche Saint-Priest
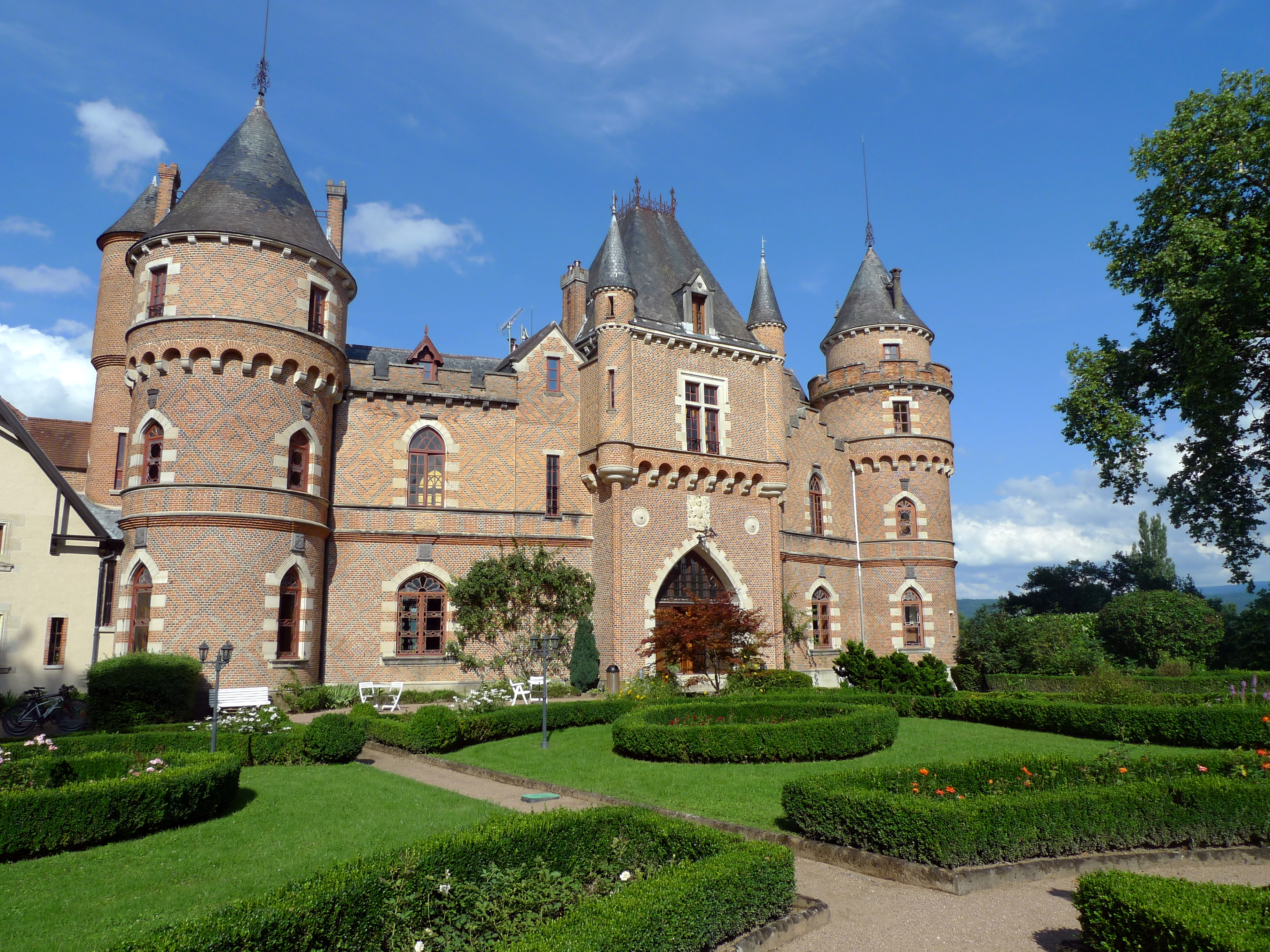
Schloss Maulmont